# نیو پورت
نیو پورت (به هلندی: Nieuwpoort) یک منطقهٔ مسکونی در هلند است که در مولن لندن واقع شده‌است. نیو پورت ۱٬۳۹۴ نفر جمعیت دارد.